# Lycomorpha nigridorsata
Lycomorpha nigridorsata är en fjärilsart som beskrevs av Paul Dognin 1916. Lycomorpha nigridorsata ingår i släktet Lycomorpha och familjen björnspinnare. Inga underarter finns listade i Catalogue of Life.